# Chevrolet Camaro (1970)
Der Camaro ist ein Pony Car (ein Sportwagen) der US-amerikanischen Automobilmarke Chevrolet, die zum Automobilhersteller General-Motors (GM) gehört. Laut Chevrolet leitet sich der Name „Camaro“ aus dem französischen Wort camarade ab, was sich mit „Kamerad“ oder „Freund“ übersetzen lässt. Er wurde ab 1970 als 2. Generation gebaut. Bis zum Modellwechsel 1981 wurden über 1,7 Mio. Fahrzeuge verkauft.
Der Camaro basiert auf der F-Body-Plattform von General-Motors, die er sich, wie bereits in der 1. Generation, mit seinem Schwestermodell Pontiac Firebird teilt. Sie war eine Universal-Plattform und umfasste die Bodengruppe von Windschutzscheibe/Spritzwand bis zum Heck. Die Front wurde mit einem zusätzlichen Stahlhilfsrahmen realisiert, welcher dem Chevrolet Nova ähnlich war, von dessen X-Body-Plattform der F-Body abgeleitet wurde. Der Hilfsrahmen soll unter anderem für eine Entkopplung der Fahrgastzelle vom Antrieb sorgen, da der Motor-/Getriebeträger mittels Gummiblöcken (Silentblöcke) mit der Karosserie verschraubt war und Schwingungen oder Vibrationen verringerte. Die Coupé-Version wurde von GM als Sport Coupé bezeichnet.

## Modellgeschichte

### Verfügbare Motoren und technische Daten
| Tabelle mit technischen Daten zum Chevrolet Camaro 2. Generation (Serienmodelle) | Tabelle mit technischen Daten zum Chevrolet Camaro 2. Generation (Serienmodelle)                      | Tabelle mit technischen Daten zum Chevrolet Camaro 2. Generation (Serienmodelle)                      | Tabelle mit technischen Daten zum Chevrolet Camaro 2. Generation (Serienmodelle)                      | Tabelle mit technischen Daten zum Chevrolet Camaro 2. Generation (Serienmodelle)                      | Tabelle mit technischen Daten zum Chevrolet Camaro 2. Generation (Serienmodelle)                      | Tabelle mit technischen Daten zum Chevrolet Camaro 2. Generation (Serienmodelle)                      | Tabelle mit technischen Daten zum Chevrolet Camaro 2. Generation (Serienmodelle)                      | Tabelle mit technischen Daten zum Chevrolet Camaro 2. Generation (Serienmodelle)                      | Tabelle mit technischen Daten zum Chevrolet Camaro 2. Generation (Serienmodelle)                      | Tabelle mit technischen Daten zum Chevrolet Camaro 2. Generation (Serienmodelle)                      | Tabelle mit technischen Daten zum Chevrolet Camaro 2. Generation (Serienmodelle)                      | Tabelle mit technischen Daten zum Chevrolet Camaro 2. Generation (Serienmodelle)                      | Tabelle mit technischen Daten zum Chevrolet Camaro 2. Generation (Serienmodelle)                      | Tabelle mit technischen Daten zum Chevrolet Camaro 2. Generation (Serienmodelle)                      |
| Chevrolet Camaro                                                                 | 229                                                                                                   | 231                                                                                                   | 250                                                                                                   | 267                                                                                                   | 305                                                                                                   | 307                                                                                                   | 350                                                                                                   | 350                                                                                                   | 350                                                                                                   | 350                                                                                                   | 350                                                                                                   | 396                                                                                                   | 396                                                                                                   | 396                                                                                                   |
| -------------------------------------------------------------------------------- | --- | --- | --- | --- | --- | --- | --- | --- | --- | --- | --- | --- | --- | --- |
| Bestellcode                                                                      | LC3                                                                                                   | LD5                                                                                                   | L22                                                                                                   | L39                                                                                                   | LG4                                                                                                   | L14                                                                                                   | L65                                                                                                   | LM1                                                                                                   | LG3                                                                                                   | L48                                                                                                   | Z28                                                                                                   | L34                                                                                                   | L78                                                                                                   | LS3                                                                                                   |
| Motorname                                                                        | General Motors 90° V6                                                                                 | Buick Fireball                                                                                        | Turbo-Thrift                                                                                          | Turbo-Fire (Small Block Chevrolet)                                                                    | Turbo-Fire (Small Block Chevrolet)                                                                    | Turbo-Fire (Small Block Chevrolet)                                                                    | Turbo-Fire (Small Block Chevrolet)                                                                    | Turbo-Fire (Small Block Chevrolet)                                                                    | Turbo-Fire (Small Block Chevrolet)                                                                    | Turbo-Fire (Small Block Chevrolet)                                                                    | Turbo-Fire (Small Block Chevrolet)                                                                    | Turbo-Jet (Big Block Chevrolet)                                                                       | Turbo-Jet (Big Block Chevrolet)                                                                       | Turbo-Jet (Big Block Chevrolet)                                                                       |
| Motorart                                                                         | Ottomotor                                                                                             | Ottomotor                                                                                             | Ottomotor                                                                                             | Ottomotor                                                                                             | Ottomotor                                                                                             | Ottomotor                                                                                             | Ottomotor                                                                                             | Ottomotor                                                                                             | Ottomotor                                                                                             | Ottomotor                                                                                             | Ottomotor                                                                                             | Ottomotor                                                                                             | Ottomotor                                                                                             | Ottomotor                                                                                             |
| Motorarbeitsverfahren                                                            | Viertakt                                                                                              | Viertakt                                                                                              | Viertakt                                                                                              | Viertakt                                                                                              | Viertakt                                                                                              | Viertakt                                                                                              | Viertakt                                                                                              | Viertakt                                                                                              | Viertakt                                                                                              | Viertakt                                                                                              | Viertakt                                                                                              | Viertakt                                                                                              | Viertakt                                                                                              | Viertakt                                                                                              |
| Motorbauart                                                                      | 6-Zylinder-V-Motor, längseingebaut                                                                    | 6-Zylinder-V-Motor, längseingebaut                                                                    | 6-Zylinder-Reihenmotor, längseingebaut                                                                | 8-Zylinder-V-Motor, längseingebaut                                                                    | 8-Zylinder-V-Motor, längseingebaut                                                                    | 8-Zylinder-V-Motor, längseingebaut                                                                    | 8-Zylinder-V-Motor, längseingebaut                                                                    | 8-Zylinder-V-Motor, längseingebaut                                                                    | 8-Zylinder-V-Motor, längseingebaut                                                                    | 8-Zylinder-V-Motor, längseingebaut                                                                    | 8-Zylinder-V-Motor, längseingebaut                                                                    | 8-Zylinder-V-Motor, längseingebaut                                                                    | 8-Zylinder-V-Motor, längseingebaut                                                                    | 8-Zylinder-V-Motor, längseingebaut                                                                    |
| Hubraum                                                                          | 3759 cm3 (229 in3)                                                                                    | 3792 cm3 (231 in3)                                                                                    | 4093 cm3 (250 in3)                                                                                    | 4389 cm3 (267 in3)                                                                                    | 5002 cm3 (305 in3)                                                                                    | 5048 cm3 (307 in3)                                                                                    | 5733 cm3 (350 in3)                                                                                    | 5733 cm3 (350 in3)                                                                                    | 5733 cm3 (350 in3)                                                                                    | 5733 cm3 (350 in3)                                                                                    | 5733 cm3 (350 in3)                                                                                    | 6603 cm3 (402 in3)                                                                                    | 6603 cm3 (402 in3)                                                                                    | 6603 cm3 (402 in3)                                                                                    |
| Bohrung × Hub                                                                    | 94,9 mm × 88,4 mm (3,736 in × 3,48 in)                                                                | 96,5 mm × 86,4 mm (3,8 in × 3,4 in)                                                                   | 98,4 mm × 89,7 mm (3,875 in × 3,531 in)                                                               | 88,9 mm × 88,4 mm (3,5 in × 3,48 in)                                                                  | 94,9 mm × 88,4 mm (3,736 in × 3,48 in)                                                                | 98,5 mm × 82,8 mm (3,875 in × 3,25 in)                                                                | 101,6 mm × 88,4 mm (4 in × 3,48 in)                                                                   | 101,6 mm × 88,4 mm (4 in × 3,48 in)                                                                   | 101,6 mm × 88,4 mm (4 in × 3,48 in)                                                                   | 101,6 mm × 88,4 mm (4 in × 3,48 in)                                                                   | 101,6 mm × 88,4 mm (4 in × 3,48 in)                                                                   | 104,9 mm × 95,5 mm (4,13 in × 3,76 in)                                                                | 104,9 mm × 95,5 mm (4,13 in × 3,76 in)                                                                | 104,9 mm × 95,5 mm (4,13 in × 3,76 in)                                                                |
| Bankwinkel                                                                       | 90°                                                                                                   | 90°                                                                                                   | – | 90°                                                                                                   | 90°                                                                                                   | 90°                                                                                                   | 90°                                                                                                   | 90°                                                                                                   | 90°                                                                                                   | 90°                                                                                                   | 90°                                                                                                   | 90°                                                                                                   | 90°                                                                                                   | 90°                                                                                                   |
| Ventilsteuerung                                                                  | OHV, zwei hängende Ventile mit zentraler Nockenwelle, Stößelstangen und Kipphebeln                    | OHV, zwei hängende Ventile mit zentraler Nockenwelle, Stößelstangen und Kipphebeln                    | OHV, zwei hängende Ventile mit seitlicher Nockenwelle, Stößelstangen und Kipphebeln                   | OHV, zwei hängende Ventile mit zentraler Nockenwelle, Stößelstangen und Kipphebeln                    | OHV, zwei hängende Ventile mit zentraler Nockenwelle, Stößelstangen und Kipphebeln                    | OHV, zwei hängende Ventile mit zentraler Nockenwelle, Stößelstangen und Kipphebeln                    | OHV, zwei hängende Ventile mit zentraler Nockenwelle, Stößelstangen und Kipphebeln                    | OHV, zwei hängende Ventile mit zentraler Nockenwelle, Stößelstangen und Kipphebeln                    | OHV, zwei hängende Ventile mit zentraler Nockenwelle, Stößelstangen und Kipphebeln                    | OHV, zwei hängende Ventile mit zentraler Nockenwelle, Stößelstangen und Kipphebeln                    | OHV, zwei hängende Ventile mit zentraler Nockenwelle, Stößelstangen und Kipphebeln                    | OHV, zwei hängende Ventile mit zentraler Nockenwelle, Stößelstangen und Kipphebeln                    | OHV, zwei hängende Ventile mit zentraler Nockenwelle, Stößelstangen und Kipphebeln                    | OHV, zwei hängende Ventile mit zentraler Nockenwelle, Stößelstangen und Kipphebeln                    |
| Nockenwellenantrieb                                                              | Kette                                                                                                 | Kette                                                                                                 | Zahnräder                                                                                             | Kette                                                                                                 | Kette                                                                                                 | Kette                                                                                                 | Kette                                                                                                 | Kette                                                                                                 | Kette                                                                                                 | Kette                                                                                                 | Kette                                                                                                 | Kette                                                                                                 | Kette                                                                                                 | Kette                                                                                                 |
| Kühlung                                                                          | Wasserkühlung, mit an der Wasserpumpe montiertem Lüfter, starr oder motorabhängig über Visco-Kupplung | Wasserkühlung, mit an der Wasserpumpe montiertem Lüfter, starr oder motorabhängig über Visco-Kupplung | Wasserkühlung, mit an der Wasserpumpe montiertem Lüfter, starr oder motorabhängig über Visco-Kupplung | Wasserkühlung, mit an der Wasserpumpe montiertem Lüfter, starr oder motorabhängig über Visco-Kupplung | Wasserkühlung, mit an der Wasserpumpe montiertem Lüfter, starr oder motorabhängig über Visco-Kupplung | Wasserkühlung, mit an der Wasserpumpe montiertem Lüfter, starr oder motorabhängig über Visco-Kupplung | Wasserkühlung, mit an der Wasserpumpe montiertem Lüfter, starr oder motorabhängig über Visco-Kupplung | Wasserkühlung, mit an der Wasserpumpe montiertem Lüfter, starr oder motorabhängig über Visco-Kupplung | Wasserkühlung, mit an der Wasserpumpe montiertem Lüfter, starr oder motorabhängig über Visco-Kupplung | Wasserkühlung, mit an der Wasserpumpe montiertem Lüfter, starr oder motorabhängig über Visco-Kupplung | Wasserkühlung, mit an der Wasserpumpe montiertem Lüfter, starr oder motorabhängig über Visco-Kupplung | Wasserkühlung, mit an der Wasserpumpe montiertem Lüfter, starr oder motorabhängig über Visco-Kupplung | Wasserkühlung, mit an der Wasserpumpe montiertem Lüfter, starr oder motorabhängig über Visco-Kupplung | Wasserkühlung, mit an der Wasserpumpe montiertem Lüfter, starr oder motorabhängig über Visco-Kupplung |

Quellen: 

### 1970
Der gewachsene Camaro der zweiten Generation erschien am 26. Februar 1970 (sogenanntes Modelljahr 1970½) und damit später als üblich. Die Verzögerungen beim Produktionsstart der 2. Generation waren auf Probleme bei der Fertigung zurückzuführen. Die Konstruktion der Presswerkzeuge für die hinteren Seitenwände verzögerte sich, da es Fisher Body, als Hersteller der Fahrzeuge, nicht gelang, diese Formteile ohne Risse und Falten zu fertigen. Da die Neukonstruktion und Herstellung der Werkzeuge vier bis fünf Monate dauerte, verzögerte sich der Start. Die Produkteinführung erfolgte in der Regel im Oktober. Technisch war er der 1. Generation sehr ähnlich, so hatte er einen identischen Radstand und verwendete den gleichen Hilfsrahmen für Motor und Front. Das neue Modell erhielt ein neues Blechkleid und eine neue Innenausstattung.
Er besaß eine elegante, fast europäisch anmutende Karosserie, die einige ältere Ferrari Berlinetta Lusso-Modelle stilistisch zitierte. Charakteristisch hierbei waren vor allen Dingen die runden Heckleuchten, die von der Corvette C3 stammten. Als klassisches Coupe wurde der 70½ Camaro ohne B-Säule und mit sehr großen Türen gebaut. Hintere Seitenfenster waren nicht vorhanden, da die Türen bis an die C-Säule heranreichten.
Das Armaturenbrett enthielt sechs Rundinstrumente inklusive einer elektrischen Uhr und einer übergroßen Tankanzeige. Die Standardmodelle waren zunächst mit durchgehender Frontstoßstange und unterhalb der Hauptscheinwerfer angebrachten rechteckigen Blink-Standleuchten-Kombinationen ausgestattet. Der Tankeinfüllstutzen verbarg sich hinter dem klappbaren Nummernschild im Heck, wie es bei vielen GM-Modellen dieser Zeit üblich war. Die Ganganzeige der Automatik-Versionen war zwischen den beiden großen Rundinstrumenten im Armaturenbrett angebracht. Zum Standard gehörten Einzelsitze und die Astro-Ventilation (wenn keine Klimaanlage geordert wurde). Wie die ganze Karosserie wirkte auch das Interieur luftig, elegant und europäisch. Den neuen Camaro gab es ausschließlich in Coupé-Form; ein Cabriolet sollte es erst wieder Mitte der Achtziger-Jahre geben.
Die Antriebstechnik wurde größtenteils vom Vorgänger übernommen, mit Ausnahme des 3,8-Liter-Reihensechszylinder-Motors (230 in3 – Kubikinch); als Basismotor fungierte ein 4,1-Liter-Reihensechszylinder-Motor mit 155 brutto SAE-HP. Der Einstiegs-V8 war der Anfang 1969 eingeführte 5-Liter-Motor (307 in3). Stärkste Maschine war der als „396“ angegebene Motor mit 375 brutto SAE-HP bei einer Verdichtung von 10,25 : 1. Dabei handelte es sich eigentlich um einen 6,6-Liter-V8-Motor, der real 402 in3 hatte. Chevrolet hielt an der schon klassischen und etablierten Bezeichnung „396“ für diese Variante fest. Auf frühen Datenblättern tauchte auch der 7,4-Liter-Motor (454 in3) in zwei Leistungsstufen auf, er wurde aber nur in sehr wenigen Einzelfällen über das COPO-Bestellsystem verbaut. Das Standard-Modell war vorne mit Scheibenbremsen und hinten mit Trommelbremsen ausgerüstet. Neben dem Basismodell bot Chevrolet die Modellvariante Rally Sport mit geändertem Kühlergrill und zweigeteilter vorderer Stoßstange, sowohl für den Z28 (Schreibweise RS/Z28) als auch den Super Sport (SS) (Schreibweise RS/SS) an. Für einen Aufpreis von 168,55 USD konnte das Paket mit dem Optionscode Z22 bestellt werden. Darüber hinaus saßen bei dieser Ausstattung die Blink-Standleuchten-Kombinationen nicht unter der Stoßstange, sondern auf jeder Seite zwischen Hauptscheinwerfer und Kühlergrill, das Kennzeichen rutschte unter den rechten Teil der Stoßstange.
Das „Super Sport“-Paket („SS“), als Optionscode RPO Z27, war mit dem 5,7 Liter (350 in3) verfügbar und brachte es auf 360 brutto SAE-HP oder dem oben bereits erwähnten 6,6 Liter Big-Block mit 375 brutto SAE-HP. Der „Z28“, ebenfalls mit dem 360 brutto SAE-HP starkem 5,7-Liter-Motor (350 in3) anstelle des zuvor verwendeten Fünflitermotors (302 in3), bildete zusammen mit den SS-Varianten die leistungsstärksten Versionen. Der Z28-Motor stammte als LT1 aus der Corvette. Beim Spitzenmodell änderte sich die Schreibweise offiziell von Z/28 zu Z28, von dem im ersten kurzen Jahr 8733 Fahrzeuge verkauft wurden. Der neue Z28 konnte ab diesem Modelljahr mit 3-Gang-Automatik bestellt werden, eine Klimaanlage gab es jedoch immer noch nicht.
Besonderheiten waren die hinter der Motorhaubenkante versenkten Scheibenwischer, der an die Windschutzscheibe von innen angeklebte Innenspiegel (bisher am Dach befestigt) und eine im Glas eingelassene Radioantenne, sofern die Radio-Option gewählt wurde. Optional konnten neue Außenspiegel geordert werden. Diese hatten ein stromlinienförmiges, in Wagenfarbe lackiertes Kunststoffgehäuse und nannten sich „Sportspiegel“. Ein beifahrerseitiger Außenspiegel war noch nicht Serie.
Die Preise begannen bei 2749 USD (heute etwa 22.200 USD) für das 6-Zylinder-Coupé und endeten bei einem Listenpreis von 3878 USD (heute etwa 31.300 USD) für den Z28 mit Automatikgetriebe.
| Chevrolet Camaro                                    | 250                           | 307                                | 350                                | 350                                   | 350                                   | 396                                   | 396                                   |
| --------------------------------------------------- | ----------------------------- | ---------------------------------- | ---------------------------------- | ------------------------------------- | ------------------------------------- | ------------------------------------- | ------------------------------------- |
| Bestellcode                                         | L22                           | L14                                | L65                                | L48                                   | Z28                                   | L34                                   | L78                                   |
| Verfügbarkeit                                       | Basis-R6 oder V8 Coupé        | Basis-R6 oder V8 Coupé             | Optional in Coupé                  | nur SS-Modelle                        | nur Z/28                              | nur SS-Modelle                        | nur SS-Modelle                        |
| Motorname                                           | Turbo-Thrift                  | Turbo-Fire (Small Block Chevrolet) | Turbo-Fire (Small Block Chevrolet) | Turbo-Fire (Small Block Chevrolet)    | Turbo-Fire (Small Block Chevrolet)    | Turbo-Jet (Big Block Chevrolet)       | Turbo-Jet (Big Block Chevrolet)       |
| Bremsleistung (brutto SAE-PS) bei Drehzahl in min−1 | 155 SAE-HP bei 4200           | 200 SAE-HP bei 4600                | 250 SAE-HP bei 4800                | 300 SAE-HP bei 4800                   | 360 SAE-HP bei 6000                   | 350 SAE-HP bei 5200                   | 375 SAE-HP bei 5600                   |
| max. brutto Drehmoment bei min−1                    | 318 Nm (235 lbf·ft) bei 1600  | 407 Nm (300 lbf·ft) bei 2400       | 516 Nm (381 lbf·ft) bei 2800       | 515 Nm (380 lbf·ft) bei 3200          | 515 Nm (380 lbf·ft) bei 4000          | 563 Nm (415 lbf·ft) bei 3400          | 393 Nm (290 lbf·ft) bei 4200          |
| Verdichtung                                         | 8,5 : 1                       | 9,0 : 1                            | 8,5 : 1                            | 10,25 : 1                             | 11,0 : 1                              | 10,25 : 1                             | 11,0 : 1                              |
| Gemischaufbereitung                                 | ein Fallstrom-Einfachvergaser | ein Fallstrom-Doppelvergaser       | ein Fallstrom-Doppelvergaser       | ein Fallstrom-Doppel-Registervergaser | ein Fallstrom-Doppel-Registervergaser | ein Fallstrom-Doppel-Registervergaser | ein Fallstrom-Doppel-Registervergaser |

Hinweis: Der 454er LS6 war zwar verfügbar, es wurden jedoch keine Fahrzeuge registriert, welche das Werk mit diesem Motor über die herkömmliche Bestellung durch einen Händler verlassen hätten.

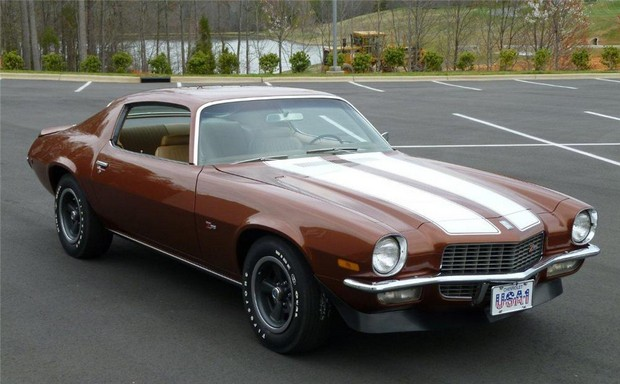
1970 Chevrolet Camaro Z28
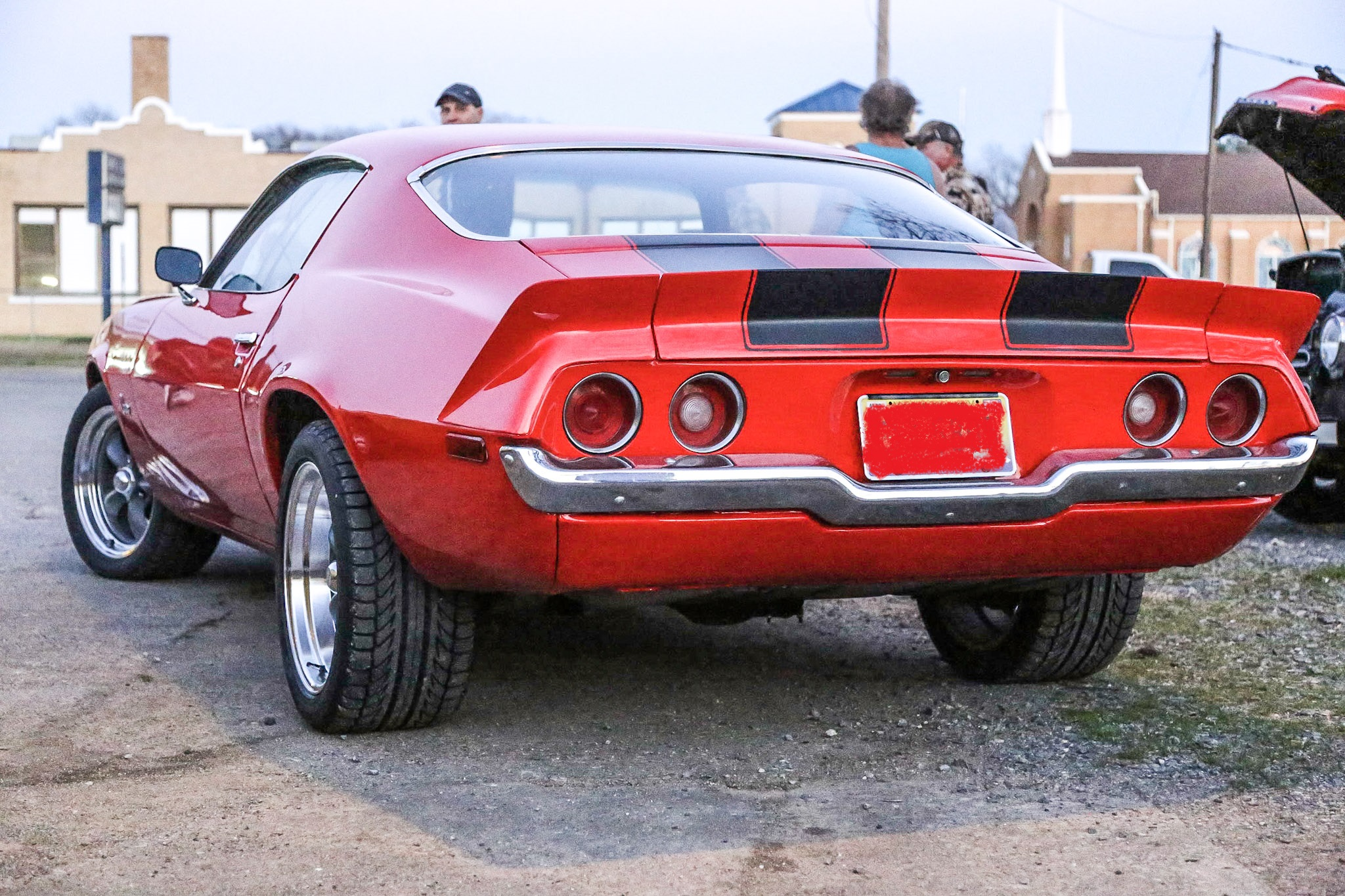
1970 Chevrolet Camaro Z28
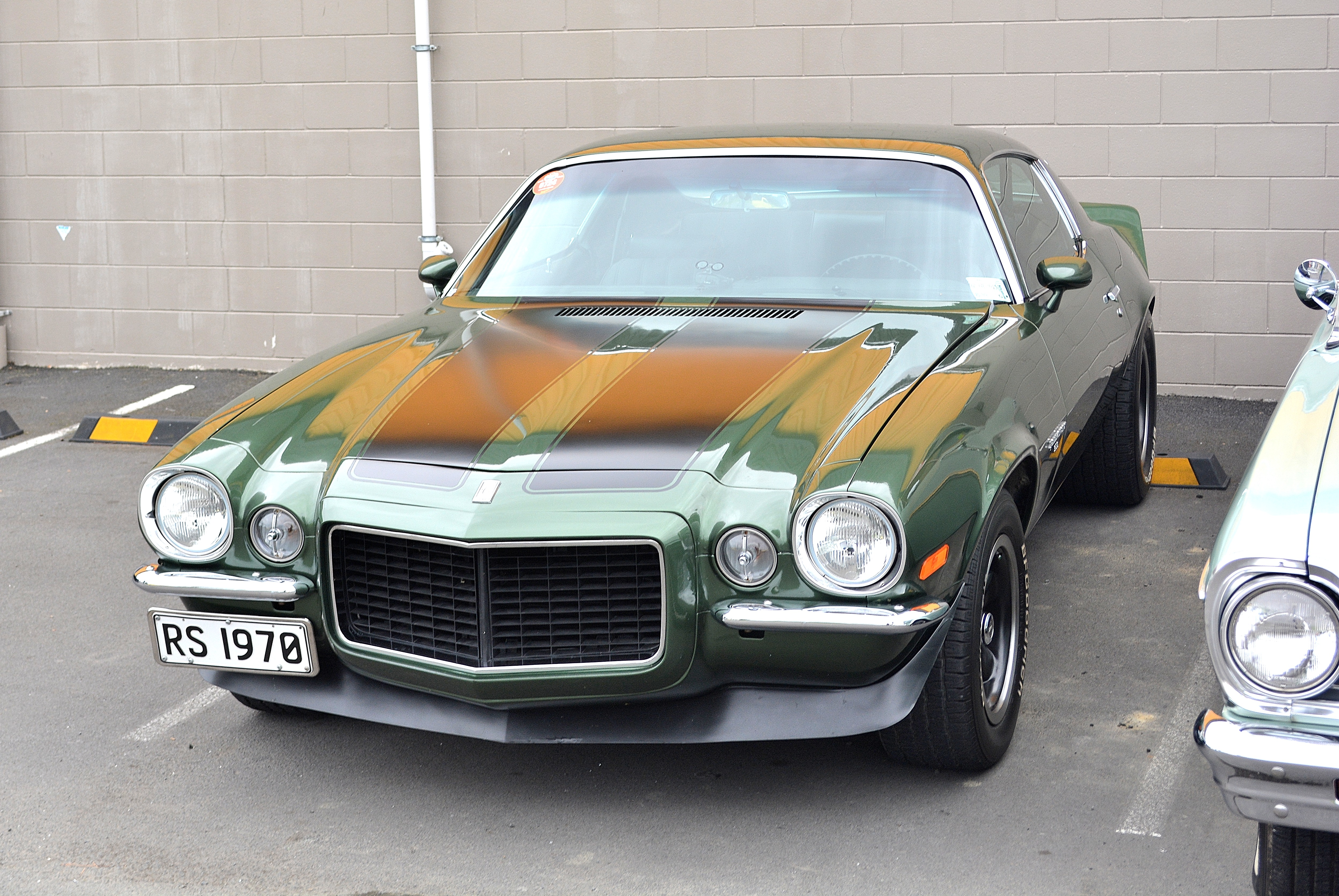
1970 Chevrolet Camaro mit RS-Front

### 1971
Für dieses Jahr erfolgte eine kleine Modellpflege, die 12 neue Außenfarben und zwei weitere Farben für die Vinyldächer brachte. Der Camaro erhielt die gleichen Sitze wie der Chevrolet Vega mit einer höheren Rückenlehne und gepolstertem Lenkradzentum. Die Windschutzscheibe bestand aus dünnerem Glas (VSG). Die vorderen seitlichen Markierungsleuchten wurden als zusätzliche Blinkleuchten geschaltet. Auf Grund der geplanten Einführung von bleifreiem Kraftstoff und geringerer Oktanzahl wurden die Verdichtungsverhältnisse von ehemals 10,5 : 1 (Motorabhängig) auf 9,0 : 1 reduziert.
Von GM wurden 1971 sowohl brutto als auch netto SAE-HP als Motorleistungen in den Verkaufsbroschüren angegeben, wodurch die Leistungsangaben stark reduziert wurden. Der kleinste 6-Zylinder-Reihenmotor mit 4,1 Litern Hubraum wurde mit 145 netto SAE-HP (statt bisher 155 brutto SAE-HP) angegeben. Der kleinste V8 mit 5,0 Liter (307 in3) leistete 140 netto SAE-HP. Der große 6,6 Liter (402 in3) Big-Block wurde mit 260 netto SAE-HP angegeben und war nur für den SS verfügbar.
Standard war ein manuelles Drei-Gang-Getriebe, die Handschaltung der SS-Varianten und des Z28 hatten vier Gänge. Als Extra konnte für alle Varianten ein Automatikgetriebe bestellt werden. Im Jahr 1971 wurde die Fertigung im Werk Van Nuys nahe Los Angeles eingestellt. Die Camaros und Firebirds liefen ausschließlich in Norwood, Ohio vom Band. In Summe wurden 114.630 Camaros gefertigt, davon 103.466 mit V8-Motor und 11.177 mit dem Reihenmotor. Fast 80 % der ausgelieferten Fahrzeuge hatten ein Automatikgetriebe. Der Camaro mit SS-Paket kostete in Deutschland rund 27.600 DM, als RS waren für ihn 28.200 DM zu zahlen.

| Chevrolet Camaro                                    | 250                           | 307                                | 350                                | 350                                   | 350                                   | 396                                   |
| --------------------------------------------------- | ----------------------------- | ---------------------------------- | ---------------------------------- | ------------------------------------- | ------------------------------------- | ------------------------------------- |
| Bestellcode                                         | L22                           | L14                                | L65                                | L48                                   | Z28                                   | LS3                                   |
| Verfügbarkeit                                       | Basis-R6 oder V8 Coupé        | Basis-R6 oder V8 Coupé             | Optional in Coupé                  | nur SS-Modelle                        | nur Z/28                              | Optional in SS-Modell                 |
| Motorname                                           | Turbo-Thrift                  | Turbo-Fire (Small Block Chevrolet) | Turbo-Fire (Small Block Chevrolet) | Turbo-Fire (Small Block Chevrolet)    | Turbo-Fire (Small Block Chevrolet)    | Turbo-Jet (Big Block Chevrolet)       |
| Bremsleistung (brutto SAE-PS) bei Drehzahl in min−1 | 145 SAE-HP bei 4200           | 200 SAE-HP bei 4600                | 245 SAE-HP bei 4800                | 270 SAE-HP bei 4800                   | 330 SAE-HP bei 5600                   | 300 SAE-HP bei 4800                   |
| Bremsleistung (netto SAE-PS) bei Drehzahl in min−1  | 110 SAE-HP bei 3800           | 140 SAE-HP bei 4400                | 165 SAE-HP bei 4000                | 210 SAE-HP bei 4400                   | 270 SAE-HP bei 5600                   | 260 SAE-HP bei 4400                   |
| max. brutto Drehmoment bei min−1                    | 312 Nm (230 lbf·ft) bei 1600  | 407 Nm (300 lbf·ft) bei 2400       | 475 Nm (350 lbf·ft) bei 2400       | 488 Nm (360 lbf·ft) bei 3600          | 488 Nm (360 lbf·ft) bei 4000          | 542 Nm (400 lbf·ft) bei 3600          |
| max. netto Drehmoment bei min−1                     | 250 Nm (185 lbf·ft) bei 1600  | 318 Nm (235 lbf·ft) bei 2400       | 373 Nm (275 lbf·ft) bei 2200       | 407 Nm (300 lbf·ft) bei 2800          | 407 Nm (300 lbf·ft) bei 4000          | 468 Nm (345 lbf·ft) bei 3600          |
| Verdichtung                                         | 8,5 : 1                       | 8,5 : 1                            | 8,5 : 1                            | 8,5 : 1                               | 9,0 : 1                               | 8,5 : 1                               |
| Gemischaufbereitung                                 | ein Fallstrom-Einfachvergaser | ein Fallstrom-Doppelvergaser       | ein Fallstrom-Doppelvergaser       | ein Fallstrom-Doppel-Registervergaser | ein Fallstrom-Doppel-Registervergaser | ein Fallstrom-Doppel-Registervergaser |

### 1972
Der Camaro des Modelljahres 1972 hatte es schwer. Zunächst wurde seine Produktion im Werk in Ohio durch einen 174 Tage langen Streik unterbrochen, später mussten 1100 Camaros und Firebirds verschrottet werden, weil sie den neuen Emission- und Sicherheitsvorschriften für Stoßstangen nicht mehr entsprachen. Durch den Streik konnten insgesamt 39.000 Fahrzeuge (inklusive des Chevrolets Vega) nicht fertig produziert werden.
Teile des GM-Managements hätten die Produktion von Camaro und Pontiac Firebird am liebsten eingestellt, während andere Manager davon überzeugt waren, die Autos hätten noch eine Zukunft. Die Befürworter einer Fristverlängerung setzten sich schließlich durch und Chevrolet produzierte im Modelljahr 1972 noch 68.656 Exemplare des Camaro, darunter 970 des SS396, für den es das letzte Jahr sein sollte. Es war das schlechteste Produktionsergebnis für viele Jahre. Das 1972er Modelljahr erhielt in die Vordersitze integrierte Kopfstützen und Dreipunkt-Sicherheitsgurte.
Der kleine 4,1 Liter leistete schwache 110 netto SAE-HP, also 35 SAE-HP weniger als im Jahr zuvor. Beim 5,0 Liter waren noch 130 netto SAE-HP übrig und der große 6,6 Liter leistete 240 netto SAE-HP und hatte damit weitere 20 SAE-HP eingebüßt.
Der Einstiegspreis des Reihensechser lag bei 2730 USD, für den kleinsten V8 musste der Kunde 90 USD mehr zahlen. Der Z28 war für 3789 USD in zwei Versionen erhältlich, die sich nur durch schwarze (RPO Z28/YF8) oder weiße Streifen (RPO Z28/ZR8) unterschieden. Sollte es ein Z28 mit Automatikgetriebe sein, so standen 3886 USD auf der Rechnung zuzüglich weiteren Extras. Die Zeitschrift Motortrend testete den Z28 mit 255 SAE-HP und manuellem 4-Gang-Getriebe. Sie beschleunigten den Wagen in 7,7 Sekunden von 0 auf 97 km/h (0–60 mph) und erreichten auf der Viertelmeile eine Höchstgeschwindigkeit von 139 km/h in 15,2 Sekunden.
Die 13-stellige Fahrzeug-Identifizierungsnummer (FIN) des Camaro änderte sich. Kennzeichnete bisher der beginnende 6-stellige Teil der Nummer aus Zahlen das Modell, so wurde nun ein Code aus Buchstaben und Zahlen verwendet, aus dem auch die Motorisierung hervorgeht.

| Beispiel: 124871N123456                                                       | Hersteller | Hersteller | Modell | Modell         | Motor   | Motor                    | Bauform | Bauform                  | Baujahr | Baujahr | Werk | Werk    | lfd. Nummer |
| ----------------------------------------------------------------------------- | ---------- | ---------- | ------ | -------------- | ------- | ------------------------ | ------- | ------------------------ | ------- | ------- | ---- | ------- | ----------- |
| Bisheriges System                                                             | 1          | Chevrolet  | 2      | Camaro         | 3       | Sechszylinder            | 87      | zweitüriges Hardtopcoupé | 0       | 1970    | N    | Norwood | 123456      |
| Bisheriges System                                                             | 1          | Chevrolet  | 2      | Camaro         | 4       | Achtzylinder             | 87      | zweitüriges Hardtopcoupé | 1       | 1971    | L    | Van Nys | 123456      |
| 1Q87F2N123456                                                                 | Hersteller | Hersteller | Modell | Modell         | Bauform | Bauform                  | Motor   | Motor                    | Baujahr | Baujahr | Werk | Werk    | lfd. Nummer |
| Neues System                                                                  | 1          | Chevrolet  | Q      | Camaro Basis   | 87      | zweitüriges Hardtopcoupé | D       | 250 in3                  | 2       | 1972    | N    | Norwood | 123456      |
| Neues System                                                                  | 1          | Chevrolet  | Q      | Camaro Basis   | 87      | zweitüriges Hardtopcoupé | F       | 307 in3                  | 3       | 1973    | N    | Norwood | 123456      |
| Neues System                                                                  | 1          | Chevrolet  | S      | Camaro Type LT | 87      | zweitüriges Hardtopcoupé | H       | 350 in3                  | 4       | 1974    | N    | Norwood | 123456      |
| Neues System                                                                  | 1          | Chevrolet  | S      | Camaro Type LT | 87      | zweitüriges Hardtopcoupé | ...     | ...                      | ...     | ...     | N    | Norwood | 123456      |
| Hinweis: Die in der Tabelle angegebenen Codenummern stellen einen Auszug dar. |            |            |        |                |         |                          |         |                          |         |         |      |         |             |

| Chevrolet Camaro                                   | 250                                               | 307                                | 350                                | 350                                   | 350                                   | 396                                   |
| -------------------------------------------------- | ------------------------------------------------- | ---------------------------------- | ---------------------------------- | ------------------------------------- | ------------------------------------- | ------------------------------------- |
| Bestellcode                                        | L22                                               | L14                                | L65                                | L48                                   | Z28                                   | LS3                                   |
| VIN-Code                                           | D                                                 | F                                  | H                                  | K                                     | L                                     | U                                     |
| Verfügbarkeit                                      | Basis-R6 Coupé und RS, nicht in Type-LT oder Z/28 | Basis-V8 Coupé                     | Optional in Coupé und RS           | nur SS-Modelle                        | nur Z/28                              | Optional in SS-Modell                 |
| Motorname                                          | Turbo-Thrift                                      | Turbo-Fire (Small Block Chevrolet) | Turbo-Fire (Small Block Chevrolet) | Turbo-Fire (Small Block Chevrolet)    | Turbo-Fire (Small Block Chevrolet)    | Turbo-Jet (Big Block Chevrolet)       |
| Bremsleistung (netto SAE-PS) bei Drehzahl in min−1 | 110 SAE-HP bei 3600                               | 130 SAE-HP bei 4000                | 165 SAE-HP bei 4000                | 200 SAE-HP bei 4000                   | 255 SAE-HP bei 5600                   | 240 SAE-HP bei 4400                   |
| max. netto Drehmoment bei min−1                    | 250 Nm (185 lbf·ft) bei 1600                      | 311 Nm (230 lbf·ft) bei 2400       | 380 Nm (280 lbf·ft) bei 2400       | 380 Nm (280 lbf·ft) bei 2400          | 380 Nm (280 lbf·ft) bei 4000          | 468 Nm (345 lbf·ft) bei 3200          |
| Verdichtung                                        | 8,5 : 1                                           | 8,5 : 1                            | 8,5 : 1                            | 8,5 : 1                               | 9,0 : 1                               | 8,5 : 1                               |
| Gemischaufbereitung                                | ein Fallstrom-Einfachvergaser                     | ein Fallstrom-Registervergaser     | ein Fallstrom-Registervergaser     | ein Fallstrom-Doppel-Registervergaser | ein Fallstrom-Doppel-Registervergaser | ein Fallstrom-Doppel-Registervergaser |

### 1973
Neu im Modelljahr 1973 war der „Type LT“. Der „Type LT“ wurde als extra Modell geführt und nicht als Ausstattungslinie. Die Buchstaben stehen für „Luxury Touring“. Die Werbung versprach ein Fahrzeug, welches luxuriös und zugleich sportlich zu bewegen war und sich an europäischen Touringfahrzeugen orientierte. Er konnte mit dem RS- und Z28-Paket geordert werden und war serienmäßig mit dem L65 5,7 Liter-V8 ausgestattet. Für die bekannten Stoßstangen aus Stahlprofil, welche für das Modelljahr zusätzlich verstärkt wurden und stärkere Aufnahmepunkte erhielten, war es das letzte Produktionsjahr.
Den „Super Sport“ gab es nicht mehr und der 6,6-Liter-Motor (immer noch „396“ genannt) entfiel. Wegen der schärferen Abgasgesetze wurden die Verdichtungsverhältnisse sämtlicher Motoren weiter reduziert, die Leistung sank entsprechend. Darüber hinaus mussten die Motorleistungen nun als netto SAE-HP angegeben werden. Die Leistung wurde mit sämtlichen Anbauaggregaten wie Lichtmaschine, Kühlerventilator und Wasserpumpe ermittelt. Stärkster Motor war jetzt ein 5,7-Liter-Motor aus der Corvette (Hubraum 350 in3; Motortyp LT1) mit 245 netto SAE-HP (248 DIN-PS). Erstmals seit der 1. Generation konnten ab Jahresmitte wieder elektrische Fensterheber bestellt werden. In sämtlichen Sitzen entfielen die Federkerne und es wurden Vollschaumstoffsitze verbaut. Die durchgehenden Stoßstangen bekamen kleine „Hörner“ und eine Gummiauflage.
Der Z28-Motor hatte einen Holley-Vergaser, bisher war ein Rochester verbaut. Erstmals konnte der Z28 mit Klimaanlage bestellt werden.
Es verließen 96.752 Camaros die Montagebänder.

| Chevrolet Camaro                                   | 250                                        | 307                                | 350                                | 350                                   | 350                                   |
| -------------------------------------------------- | ------------------------------------------ | ---------------------------------- | ---------------------------------- | ------------------------------------- | ------------------------------------- |
| Bestellcode                                        | L22                                        | L14                                | L65                                | L48                                   | Z28                                   |
| VIN-Code                                           | D                                          | F                                  | H                                  | K                                     | L                                     |
| Verfügbarkeit                                      | Basis-R6 Coupé, nicht in Type-LT oder Z/28 | Basis-V8 Coupé                     | Optional in Coupé und RS           | nur SS-Modelle                        | nur Z/28                              |
| Motorname                                          | Turbo-Thrift                               | Turbo-Fire (Small Block Chevrolet) | Turbo-Fire (Small Block Chevrolet) | Turbo-Fire (Small Block Chevrolet)    | Turbo-Fire (Small Block Chevrolet)    |
| Bremsleistung (netto SAE-PS) bei Drehzahl in min−1 | 100 SAE-HP bei 3600                        | 115 SAE-HP bei 3600                | 145 SAE-HP bei 3800                | 175 SAE-HP bei 4000                   | 245 SAE-HP bei 5200                   |
| max. netto Drehmoment bei min−1                    | 237 Nm (175 lbf·ft) bei 1600               | xxx Nm (205 lbf·ft) bei 2000       | 340 Nm (250 lbf·ft) bei 2200       | xxx Nm (260 lbf·ft) bei 2600          | 386 Nm (285 lbf·ft) bei 4000          |
| Verdichtung                                        | 8,25 : 1                                   | 8,5 : 1                            | 8,5 : 1                            | 8,5 : 1                               | 9,0 : 1                               |
| Gemischaufbereitung                                | ein Fallstrom-Einfachvergaser              | ein Fallstrom-Doppelvergaser       | ein Fallstrom-Doppelvergaser       | ein Fallstrom-Doppel-Registervergaser | ein Fallstrom-Doppel-Registervergaser |

### 1974
Der Camaro des Modelljahres 1974 wuchs auf Grund der neuen stoßabsorbierenden Aluminiumstoßstangen, diese mussten einen Aufprall bis 8 km/h ohne Schäden am Fahrzeug überstehen, und der neuen schräg abfallenden Fahrzeugfront um knapp 20 Zentimeter auf nun 4963 mm. Der ehemals große spitze Frontgrill wurde durch die neue Stoßstangenform geteilt. Damit hatten alle Modelle die Blinker-Standleuchten-Kombi nun zwischen Hauptscheinwerfer und Kühlergrill, was in den vorangegangenen Modelljahren den RS-Ausstattungen vorbehalten war. Aus diesem Grund entfiel das RS-Paket in diesem Modelljahr. Die vier runden Heckleuchten wichen seitlich herumgezogenen neuen Einheiten. Weiterhin bekamen alle Modelle auf (fast) 80 Liter vergrößerte Tanks. Neu verfügbar waren Radialreifen in 14″, der Z28 wurde mit 15″ Reifen ausgeliefert. Zudem erhielt der 245 SAE-HP-Motor des Z28 eine elektronische Zündanlage mit einem HEI-Verteiler. Für den Z28 war es das letzte Jahr bis zu seiner Wiedereinführung als eigenes Modell 1977. Der kleine 5,0 Liter (307 in3) entfiel, es war nur noch der V8 mit 5,7 Litern (350 in3) in unterschiedlichen Leistungsstufen verfügbar.
Gesetzlich vorgeschrieben wurde eine Verriegelung, welche verhindert, dass bei nicht eingerastetem Sicherheitsgurt der Motor gestartet werden konnte. Der Camaro wurde mit kombinierbaren Sicherheitsgurten auf allen Sitzplätzen ausgestattet. Der separate Schultergurt konnte in den Beckengurt eingeclipt werden, so dass nur ein Gurtschloss am Mitteltunnel bedient werden musste. Die Servolenkung wurde zur Standardausstattung, darüber hinaus wurden die vorderen Scheibenbremsen mit Sensoren zur Verschleißanzeige ausgestattet.
Der Einstiegspreis für das 6-Zylinder-Coupé stieg auf 2828 USD, mit V8–Motor auf 3040 USD. Der Type LT war ausschließlich mit V8 bestellbar und begann bei 3380 USD. Für einen „Basis-Z28“ musst der Käufer bereits 3612 USD zahlen, war der Z28 als Type LT ausgestattet, verlangte Chevrolet 3883 USD. Auf alle Preise kamen noch die Extraausstattungen. So kosteten elektrische Fensterheber 75 USD zusätzlich und eine Klimaanlage nochmal 387 USD. Vom Camaro wurden 151.008 Einheiten produziert.

| Chevrolet Camaro                                   | 250                                     | 350                                | 350                                   | 350                                   | 350                                   |
| -------------------------------------------------- | --------------------------------------- | ---------------------------------- | ------------------------------------- | ------------------------------------- | ------------------------------------- |
| Bestellcode                                        | L22                                     | L65                                | LM1                                   | L48                                   | Z28                                   |
| VIN-Code                                           | D                                       | V                                  | L                                     | K                                     | T                                     |
| Verfügbarkeit                                      | Basis Coupé, nicht in Type-LT oder Z/28 | Optional in Coupé und RS           | für Kalifornien                       | Optional in Coupé und Type-LT         | nur Z/28                              |
| Motorname                                          | Turbo-Thrift                            | Turbo-Fire (Small Block Chevrolet) | Turbo-Fire (Small Block Chevrolet)    | Turbo-Fire (Small Block Chevrolet)    | Turbo-Fire (Small Block Chevrolet)    |
| Bremsleistung (netto SAE-PS) bei Drehzahl in min−1 | 100 SAE-HP bei 3600                     | 145 SAE-HP bei 3800                | 160 SAE-HP bei 3800                   | 185 SAE-HP bei 4000                   | 245 SAE-HP bei 5200                   |
| max. netto Drehmoment bei min−1                    | 237 Nm (175 lbf·ft) bei 1800            | 340 Nm (250 lbf·ft) bei 2200       | 340 Nm (250 lbf·ft) bei 2400          | 366 Nm (270 lbf·ft) bei 2600          | 380 Nm (280 lbf·ft) bei 4000          |
| Verdichtung                                        | 8,25 : 1                                | 8,5 : 1                            | 8,5 : 1                               | 8,5 : 1                               | 9,0 : 1                               |
| Gemischaufbereitung                                | ein Fallstrom-Einfachvergaser           | ein Fallstrom-Doppelvergaser       | ein Fallstrom-Doppel-Registervergaser | ein Fallstrom-Doppel-Registervergaser | ein Fallstrom-Doppel-Registervergaser |

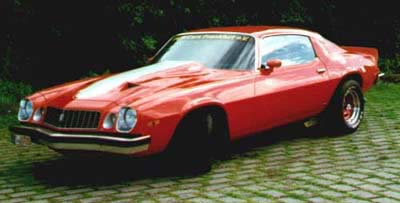
1974–1975 Camaro
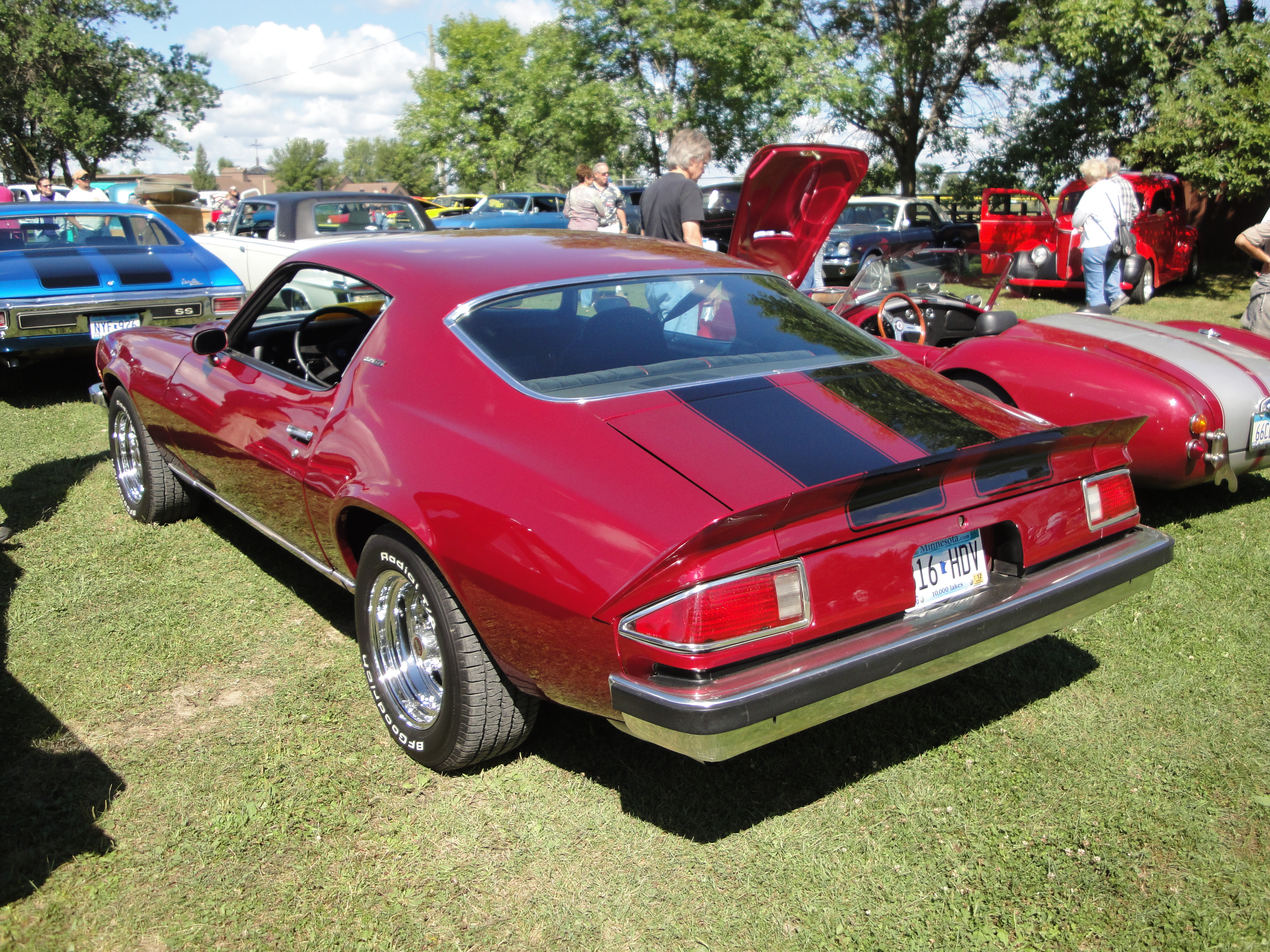
1974–1975 Camaro
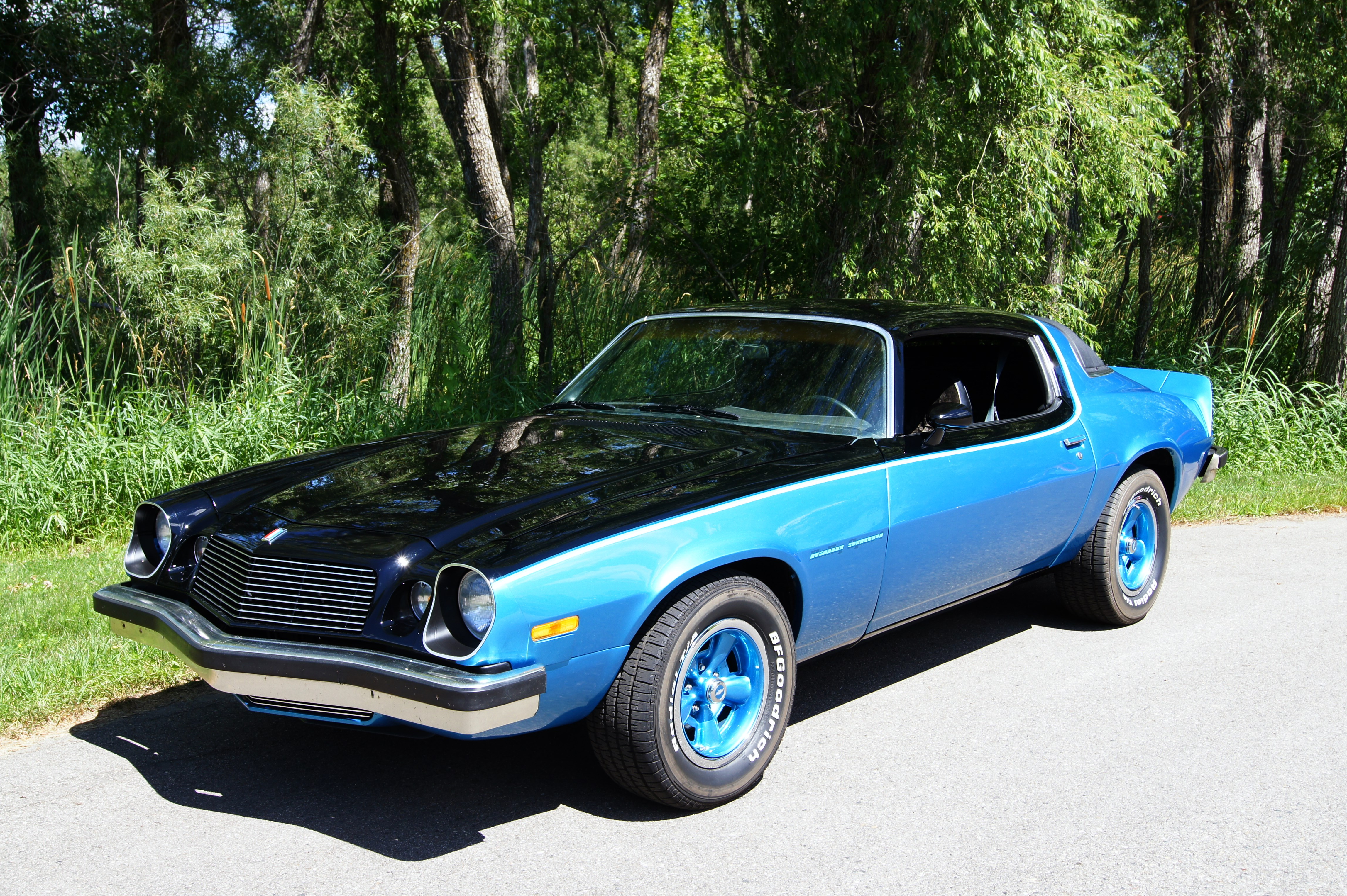
1975 Chevrolet Camaro RS mit schwarz abgesetzten Flächen

### 1975
1975 und 1976 gab es keinen Z28 und die Leistungswerte sanken weiter. Die beiden 5,7-Liter-V8-Motor leisteten jetzt noch 145 netto SAE-HP bzw. 155 netto SAE-HP, allerdings wurde die Zündanlage aller Motoren, im Rahmen des Chevrolet Efficiency Systems, mit einem unterbrecherfreien HEI-System („High Energy Ignition“, s. u. Weblinks) aufgerüstet. Der 6-Zylinder-Reihenmotor brachte es auf 100 netto SAE-HP. Waren im Modelljahr 1969 14 verschiedene Motorisierungen wählbar, so blieben in diesem Modelljahr nur noch drei übrig und in Kalifornien gar nur noch zwei. Alle Motorisierungen wurden mit ungeregelten Katalysatoren ausgeliefert und erhielten einen Ausgleichsbehälter für das Kühlwasser. Der Durchmesser des Tankeinfüllstutzens wurde reduziert, damit nur Zapfpistolen für bleifreies Benzin verwendet werden konnten. Die Netto-Leistungen wurden nach wie vor an der Kurbelwelle abgenommen, allerdings nun mit installierten Nebenaggregaten, Abgasentgiftungsanlagen und Serienauspuff – auf all das hatte man bei der Brutto-SAE-Norm verzichtet. Kennzeichen des Camaro des Modelljahres 1975 waren die seitlich herumgezogene vergrößerte Heckscheibe, die den toten Winkel bei der Sicht nach hinten verkleinerte, und ein neues Camaro-Logo. Die Mitte des Modelljahres wiedereingeführte RS-Variante kostete 238 USD zusätzlich und war im Wesentlichen ein Optikpaket, bestehend aus schwarz lackierten Motorhauben und Dächern, weiterhin drei-farbigen Zierstreifen und Rally-Rädern sowie zwei „Sportspiegeln“.
Der Fahrgastraum wurde zum zusätzlichen Schutz der Insassen durch eine Stahlplatte vom Kofferraum abgeschottet. Die Durchlüftung der Schweller wurden so umkonstruiert, dass ein „selbstreinigender“ Effekt zur Rostvermeidung erreicht werden sollte. Radialreifen waren bei allen Camaros Serie. Aus der Optionsliste konnte ab 1975 eine Zentralverriegelung gewählt werden. Für die 6-Zylinder-Versionen konnte die Klimaanlage bestellt werden. Im Modelljahr wurden neben 84.063 Pontiac Firebirds auch 145.770 Camaros im Werk Norwood produziert, die als 6-Zylinder ab 3553 USD und als V8 ab 3698 USD verkauft wurden. Preisgünstiges Extra war ein Schminkspiegel in der Sonnenblende für nur 3 USD. Als teuerste Extras konnten für 435 USD eine Klimaanlage bestellt werden und ein AM/FM-Stereo-Soundsystem mit Kassettenspieler für 363 USD, das damit mehr als ein Automatikgetriebe kostete, welches über 86 % der Auslieferungen hatten. Bei der 2. Generation war nur im Jahr 1975 für den Type LT eine Lederausstattung als Extra bestellbar.

| Chevrolet Camaro                                   | 250                              | 350                                | 350                                   |
| -------------------------------------------------- | -------------------------------- | ---------------------------------- | ------------------------------------- |
| Bestellcode                                        | L22                              | L65                                | LM1                                   |
| VIN-Code                                           | D                                | V                                  | L                                     |
| Verfügbarkeit                                      | Basis-R6 Coupé, nicht in Type-LT | Optional in Coupé und RS           | Optional in Coupé und Type-LT         |
| Motorname                                          | Turbo-Thrift                     | Turbo-Fire (Small Block Chevrolet) | Turbo-Fire (Small Block Chevrolet)    |
| Bremsleistung (netto SAE-PS) bei Drehzahl in min−1 | 105 SAE-HP bei 3800              | 145 SAE-HP bei 3800                | 155 SAE-HP bei 3800                   |
| max. netto Drehmoment bei min−1                    | 250 Nm (185 lbf·ft) bei 1200     | 340 Nm (250 lbf·ft) bei 2200       | 340 Nm (250 lbf·ft) bei 2400          |
| Verdichtung                                        | 8,25 : 1                         | 8,5 : 1                            | 8,5 : 1                               |
| Gemischaufbereitung                                | ein Fallstrom-Einfachvergaser    | ein Fallstrom-Doppelvergaser       | ein Fallstrom-Doppel-Registervergaser |

### 1976
Mit 182.959 gefertigten Fahrzeugen was das Modelljahr 1976 nach dem Jahr 1969 das bis dahin beste Produktionsjahr des Camaro. Auf Grund der hohen Nachfrage wurde der Camaro zusätzlich wieder in Van Nuys, Kalifornien gebaut. Außen gab es keine großen Änderungen, die Seitenmarkierungsleuchten wurden etwas runder und besser eingepasst, die Rückleuchten wurden weiter um die Seite herum gezogen. Beim „Type LT“ wurde zusätzlich eine Aluminiumblende zwischen den Rückleuchten montiert.
Es waren immer noch drei Motorvarianten verfügbar: Der 4,1 Liter (250 in3) R6 mit 105 SAE-HP, der neue Basis-V8 als LG3 mit 5,0 Liter (305 in3) Hubraum bei 140 SAE-HP sowie der 5,7 Liter (350 in3) V8 mit 165 SAE-HP. Die beiden V8-Motoren hatten eine Verdichtung von 8,5:1. Die Fahrzeuge mit V8-Motor bekamen einen Bremskraftverstärker serienmäßig, die R6-Kunden mussten diesen zusätzlich ordern. Die hinteren Bremsen erhielten größere Nehmerzylinder. Der Camaro wurde jetzt mit Vollschaumstoff-Sitzen vorn und hinten ausgerüstet, ein Tempomat war als Extra verfügbar. Die Gesamtlänge betrug 4,96 Meter.
Von den insgesamt über 180.000 Fahrzeugen waren rund 38.000 mit dem Sechszylinder ausgerüstet.

| Chevrolet Camaro                                   | 250                              | 350                                | 350                                   |
| -------------------------------------------------- | -------------------------------- | ---------------------------------- | ------------------------------------- |
| Bestellcode                                        | L22                              | LG3                                | LM1                                   |
| VIN-Code                                           | D                                | Q                                  | L                                     |
| Verfügbarkeit                                      | Basis-R6 Coupé, nicht in Type-LT | Basis-V8 in Coupé und Type-LT      | Optional in Coupé und Type-LT         |
| Motorname                                          | Turbo-Thrift                     | Turbo-Fire (Small Block Chevrolet) | Turbo-Fire (Small Block Chevrolet)    |
| Bremsleistung (netto SAE-PS) bei Drehzahl in min−1 | 105 SAE-HP bei 3800              | 140 SAE-HP bei 3800                | 165 SAE-HP bei 3800                   |
| max. netto Drehmoment bei min−1                    | 250 Nm (185 lbf·ft) bei 1200     | 332 Nm (245 lbf·ft) bei 2000       | 352 Nm (260 lbf·ft) bei 2400          |
| Verdichtung                                        | 8,25 : 1                         | 8,5 : 1                            | 8,5 : 1                               |
| Gemischaufbereitung                                | ein Fallstrom-Einfachvergaser    | ein Fallstrom-Doppelvergaser       | ein Fallstrom-Doppel-Registervergaser |

### 1977
Der Z28 wurde im Frühjahr 1978, als separates Modell beworben (aber war trotzdem nur ein Optionscode für das Basismodell), wieder eingeführt und war mit seinem 185 SAE-HP starken 5,7 Liter-V8 (350 in3) ein sofortiger Verkaufsschlager; die meisten Kunden bestellten ihre Fahrzeuge mit Klimaanlage und Automatikgetriebe. Wer weniger an Komfort und mehr an Sportlichkeit interessiert war, konnte sich auch für einen „nackten“ Z28 mit Viergangschaltgetriebe von BorgWarner (Typ Super T-10) entscheiden. Der wiederauferstandene Z28 war einer der wenigen US-Performance-Wagen dieser Zeit. In der Beschleunigung stand er den Muscle-Cars der sechziger Jahre kaum nach und das hervorragende GT-Fahrwerk bot – insbesondere dem erfahrenen Automobilisten – ausgezeichnetes Handling. Viele Z28 wurden als Fahrmaschinen geordert und fuhren so manchem Pontiac Trans Am oder Chevrolet Corvette der dritten Generation auf dem Highway oder auf kurvenreichem Terrain auf und davon. Deutlichste äußere Unterscheidungsmerkmale waren die in Wagenfarbe lackierten Stoßstangen sowie der Front- und Heckspoiler.
Das bisher als Standardausstattung verwendete manuelle 3-Gang-Getriebe wurde durch eine Version mit vier Gängen ersetzt, eine Servolenkung war ebenfalls Serie. Der Camaro erhielt erstmals komplette Dreipunkt-Rollgurte. Neue Serienausstattung war ein Intervallschalter für die Scheibenwischer. Die Verkaufszahlen stiegen weiter und es wurden 218.853 Einheiten produziert. Der Rivale Ford setzte im Zeitraum rund 153.000 Mustangs ab. Wie in den vorangegangenen Jahren betrug die Verteilung der verkauften Motorvarianten zwischen R6-Motor und V8-Motor ca. 1:6.

| Chevrolet Camaro                                   | 250                                            | 350                                             | 350                                             | 350                                   |
| -------------------------------------------------- | ---------------------------------------------- | ----------------------------------------------- | ----------------------------------------------- | ------------------------------------- |
| Bestellcode                                        | L22                                            | LG3                                             | LM1                                             | LM1                                   |
| VIN-Code                                           | D                                              | U                                               | L                                               | L                                     |
| Verfügbarkeit                                      | Basis-R6                                       | Optional bei allen Modellen                     | Optional bei allen Modellen                     | nur Z28                               |
| Motorname                                          | Turbo-Thrift                                   | Turbo-Fire (Small Block Chevrolet)              | Turbo-Fire (Small Block Chevrolet)              | Turbo-Fire (Small Block Chevrolet)    |
| Bremsleistung (netto SAE-PS) bei Drehzahl in min−1 | 110 SAE-HP bei 3800 (90 SAE-HP in Kalifornien) | 145 SAE-HP bei 3800 (135 SAE-HP in Kalifornien) | 170 SAE-HP bei 3800 (160 SAE-HP in Kalifornien) | 185 SAE-HP bei 4000                   |
| max. netto Drehmoment bei min−1                    | 264 Nm (195 lbf·ft) bei 1600                   | 332 Nm (245 lbf·ft) bei 2400                    | 366 Nm (270 lbf·ft) bei 2400                    | 380 Nm (280 lbf·ft) bei 2400          |
| Verdichtung                                        | 8,3 : 1                                        | 8,4 : 1                                         | 8,2 : 1                                         | 8,2 : 1                               |
| Gemischaufbereitung                                | ein Fallstrom-Einfachvergaser                  | ein Fallstrom-Doppelvergaser                    | ein Fallstrom-Doppel-Registervergaser           | ein Fallstrom-Doppel-Registervergaser |

### 1978
Der Camaro bekam das Zweite große Facelift in der 2. Generation, welches an den großen einteiligen Fronten mit integriertem Kunststoffstoßfänger zu erkennen war. Seine Gesamtlänge war nun auf gut 5020 mm gewachsen. Die Einfassung der Scheinwerfer sowie die beiden Hälften des Frontgrills wechselten von Silber auf Schwarz, gleiches galt für vorderen Blickleuchten, die darüber hinaus jetzt eine rechteckige Form hatten. Die Rückleuchten wurden deutlich größer und nahmen gemeinsam etwa 2/3 der Heckbreite ein. Neu war auch das auf Wunsch lieferbare T-Top-Dach mit zwei herausnehmbaren Einsätzen aus getöntem Glas. Der RS behielt die Zweifarb-Lackierung, um das Fahrzeug besser von den anderen Modellen abheben zu können. Der Bereich um die Frontscheinwerfer und dem Grill über die Motorhaube samt Kotflügeloberseiten bis zum Ende der Türen über das Dach waren beim RS anders gefärbt. Weiterhin erhielt er im Modelljahr andere Zierstreifen.
Der V8 mit 5,0 Litern (305 in3) leistete 145 netto SAE-HP bei einer Verdichtung von 8,4:1 bekam eine neu geformte Aluminiumansaugbrücke. Der Camaro wurde im Modelljahr 1978 insgesamt 272.631-mal gebaut.

| Chevrolet Camaro                                   | 250                                            | 350                                             | 350                                             | 350                                   |
| -------------------------------------------------- | ---------------------------------------------- | ----------------------------------------------- | ----------------------------------------------- | ------------------------------------- |
| Bestellcode                                        | L22                                            | LG3                                             | LM1                                             | LM1                                   |
| VIN-Code                                           | D                                              | U                                               | L                                               | L                                     |
| Verfügbarkeit                                      | Basis-R6                                       | Optional bei allen Modellen                     | Optional bei allen Modellen                     | nur Z28                               |
| Motorname                                          | Turbo-Thrift                                   | Turbo-Fire (Small Block Chevrolet)              | Turbo-Fire (Small Block Chevrolet)              | Turbo-Fire (Small Block Chevrolet)    |
| Bremsleistung (netto SAE-PS) bei Drehzahl in min−1 | 110 SAE-HP bei 3800 (90 SAE-HP in Kalifornien) | 145 SAE-HP bei 3800 (135 SAE-HP in Kalifornien) | 170 SAE-HP bei 3800 (160 SAE-HP in Kalifornien) | 185 SAE-HP bei 4000                   |
| max. netto Drehmoment bei min−1                    | 258 Nm (190 lbf·ft) bei 1600                   | 332 Nm (245 lbf·ft) bei 2400                    | 366 Nm (270 lbf·ft) bei 2400                    | 380 Nm (280 lbf·ft) bei 2400          |
| Verdichtung                                        | 8,1 : 1                                        | 8,4 : 1                                         | 8,2 : 1                                         | 8,2 : 1                               |
| Gemischaufbereitung                                | ein Fallstrom-Einfachvergaser                  | ein Fallstrom-Doppelvergaser                    | ein Fallstrom-Doppel-Registervergaser           | ein Fallstrom-Doppel-Registervergaser |

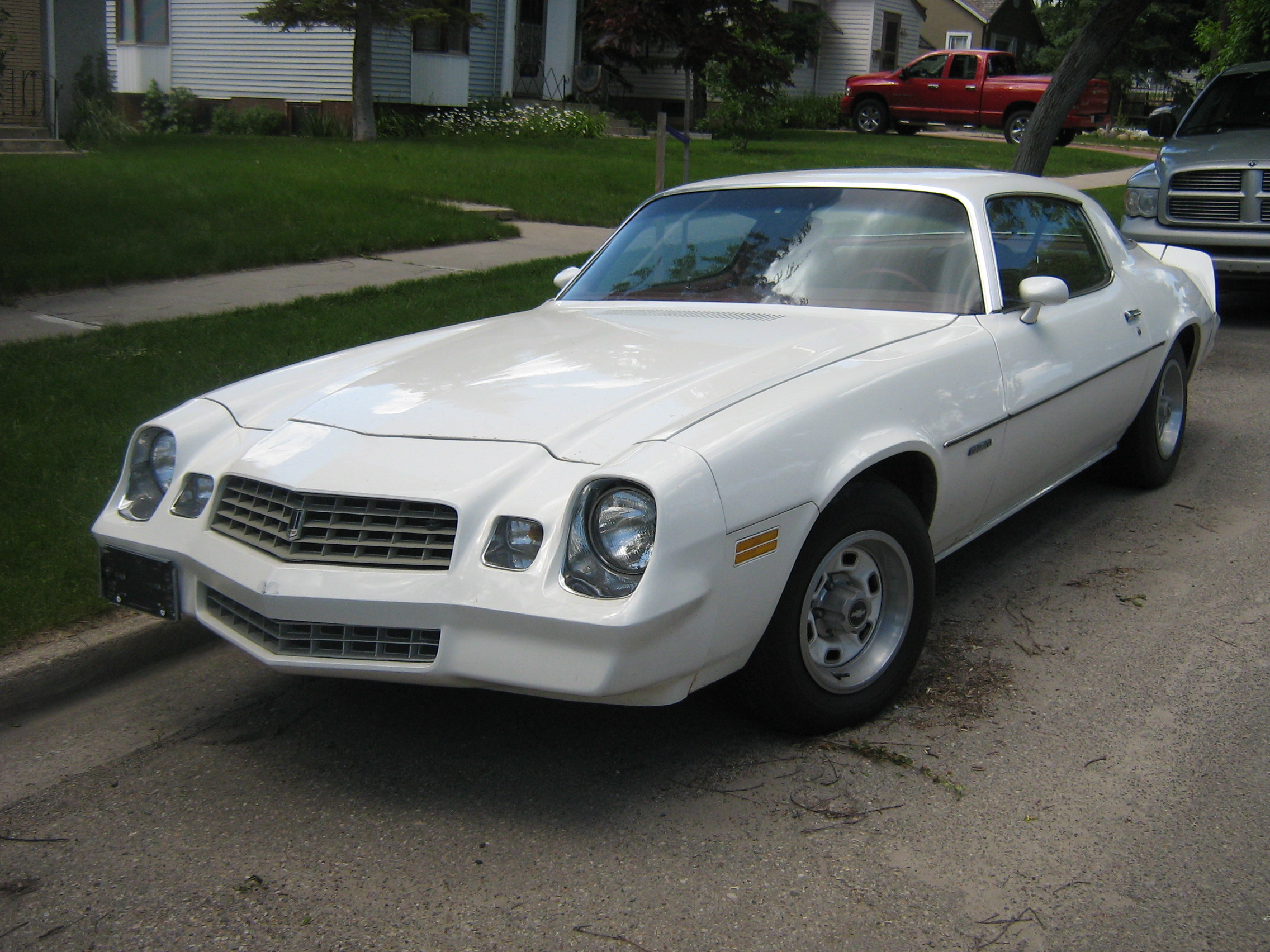
1978–1981 Camaro
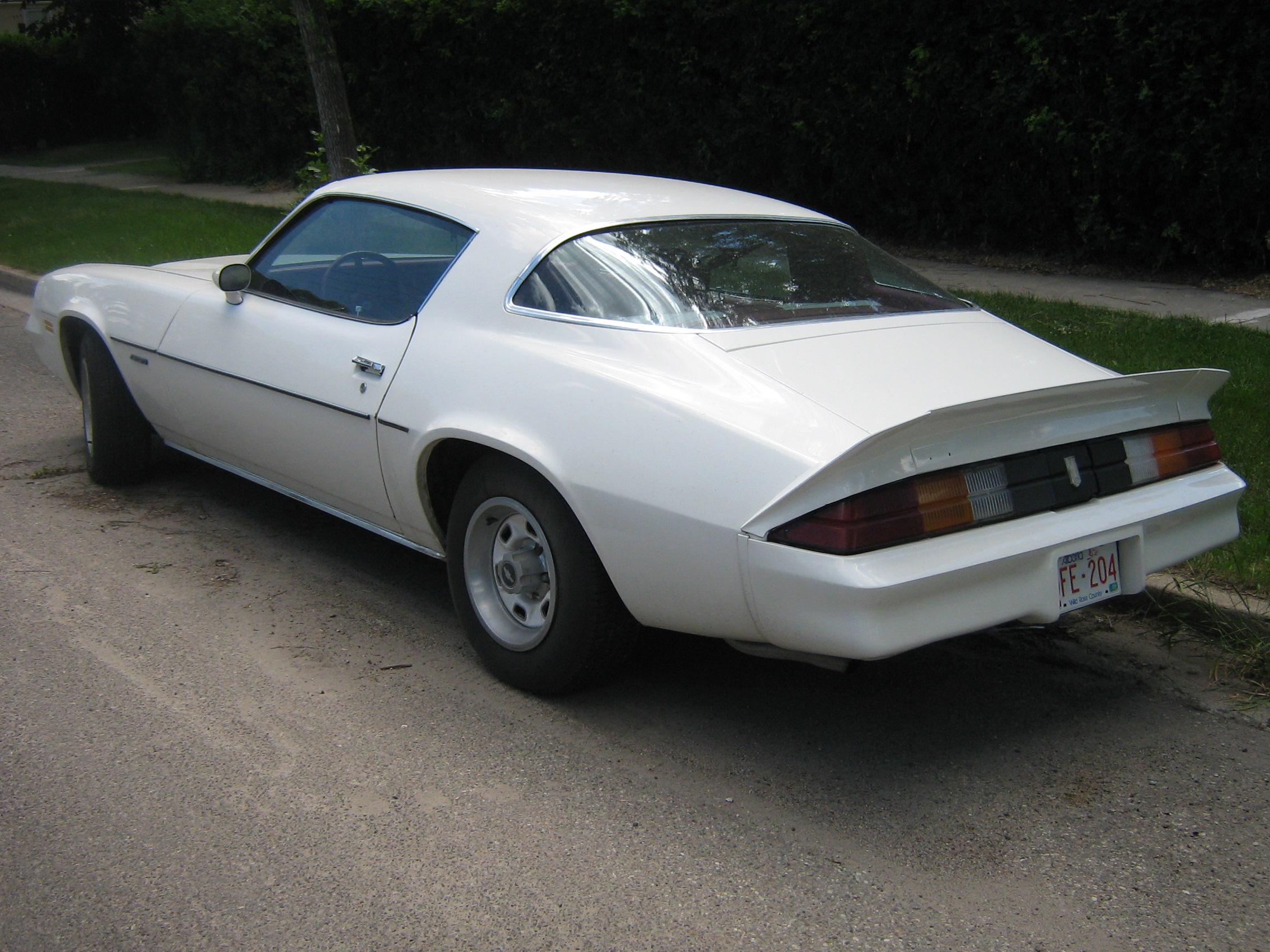
1978–1981 Camaro
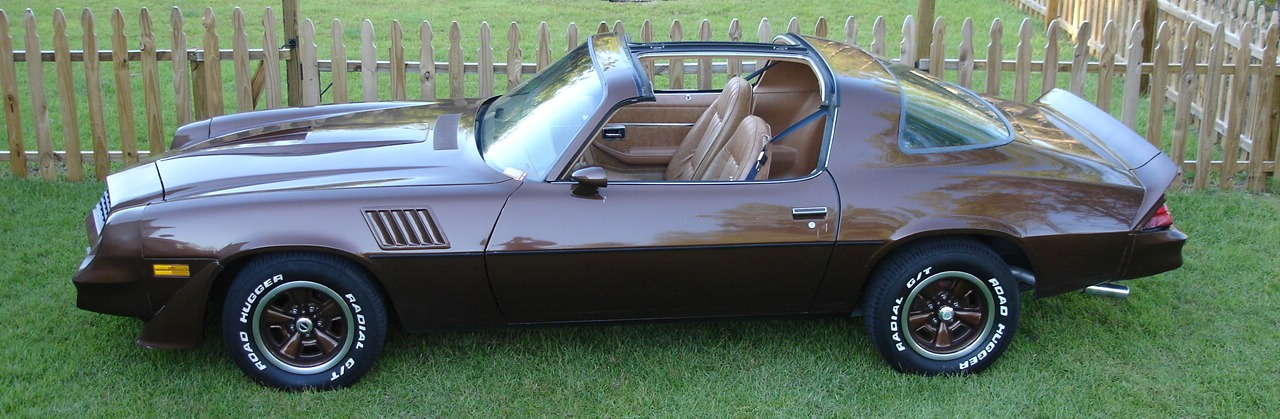
1979 Camaro mit T-Top

### 1979
Für das Modelljahr 1979 erhielt der Camaro nur minimale Überarbeitungen. Die Instrumententafel wurde ebenfalls überarbeitet, der Camaro erhielt eine neue Anti-Diebstahl-Lenksäule. Die bisher durch Heizungsluft betriebene Entfrostung der Heckscheiben wurde durch in die Heckscheibe eingelassene Heizdrähte ersetzt. Unter der vorderen Stoßstange saß jetzt ein Frontspoiler. Auch ein Schiebedach stand in der Preisliste. Für den bisher hervorragend ausgestatteten „Type LT“ wurde die „Berlinetta“ eingeführt.
Auch die Federung wurde verbessert und um einen stärkeren vorderen Stabilisator ergänzt, wie auch modernen Stahlgürtelreifen. Für den Reihensechszylinder-Motor war es das letzte Verkaufsjahr.
Mit fast 283.000 gebauten Exemplaren war 1978 das beste Verkaufsjahr in der Geschichte des Camaro. Davon hatten über 90 % einen V8-Motor und über 88 % ein Automatikgetriebe. Chevrolet selbst verkaufte in diesem Jahr das 100-millionste Fahrzeug.
In den Folgejahren gingen die Verkaufszahlen deutlich zurück.

| Chevrolet Camaro                                   | 250                                            | 350                                             | 350                                             |
| -------------------------------------------------- | ---------------------------------------------- | ----------------------------------------------- | ----------------------------------------------- |
| Bestellcode                                        | L22                                            | LG3                                             | LM1                                             |
| VIN-Code                                           | D                                              | G                                               | L                                               |
| Verfügbarkeit                                      | Basis-R6 in allen Modellen                     | Optional bei allen Modellen                     | nur Z28                                         |
| Motorname                                          | Turbo-Thrift                                   | Turbo-Fire (Small Block Chevrolet)              | Turbo-Fire (Small Block Chevrolet)              |
| Bremsleistung (netto SAE-PS) bei Drehzahl in min−1 | 110 SAE-HP bei 3800 (90 SAE-HP in Kalifornien) | 135 SAE-HP bei 3200 (130 SAE-HP in Kalifornien) | 175 SAE-HP bei 4000 (165 SAE-HP in Kalifornien) |
| max. netto Drehmoment bei min−1                    | 271 Nm (200 lbf·ft) bei 1600                   | 332 Nm (245 lbf·ft) bei 2000                    | 366 Nm (270 lbf·ft) bei 2400                    |
| Verdichtung                                        | 8,0 : 1                                        | 8,4 : 1                                         | 8,2 : 1                                         |
| Gemischaufbereitung                                | ein Fallstrom-Einfachvergaser                  | ein Fallstrom-Doppelvergaser                    | ein Fallstrom-Doppel-Registervergaser           |

### 1980
Der alte 4,1-Liter-Reihensechszylinder wich einem modernen 3,8-Liter-V6-Motor (229 in3) mit 115 SAE-HP. Zusätzlich wurde ein 4,4 Liter (267 in3) V8 angeboten, der 120 SAE-HP leistete. Der noch verfügbare V8 mit 5,0 Liter (305 in3) leistete 155 SAE-HP. Das Automatikgetriebe bekam eine durch eine Kupplung betätigte Wandlerbrücke zur Reduzierung von Schlupf und Leistungsverlusten durch den Dehmomentenwandler.
Auf der Motorhaube des Z28 saß eine hinten offene Hutze, deren Verschlussklappe sich bei Vollgas über einen Magnetschalter öffnete; dadurch erhielt der Motor kalte Frischluft. Diese Ram-Air genannte Technik ermöglicht einen leistungssteigernden Aufladungseffekt.
Der Camaro wurde mit 205/75R14 Stahlgürtelreifen als Standard ausgerüstet und bekamen für alle Varianten Mehrfachblattfedern an der Hinterachse. Das Standard-Sport-Coupé kostete 5499 USD mit dem V6-Motor ohne weitere Extras. Für den Z28 mit 5,7 Liter-Motor mit 190 SAE-HP bei 4200/min stand ein Preis von mindestens 7121 USD auf der Rechnung. Es wurden 152.021 Fahrzeuge produziert.

| Chevrolet Camaro                                   | 231                                           | 229                                          | 267                                | 305                                   | 305                                   | 350                                   |
| -------------------------------------------------- | --------------------------------------------- | -------------------------------------------- | ---------------------------------- | ------------------------------------- | ------------------------------------- | ------------------------------------- |
| Bestellcode                                        | LD5                                           | LC3                                          | L39                                | LG4                                   | LG4                                   | LM1                                   |
| VIN-Code                                           | A                                             | K                                            | J                                  | H                                     | H                                     | L                                     |
| Verfügbarkeit                                      | Basis-V6 in allen Modellen nur in Kalifornien | Basis-V6 in allen Modellen außer Kalifornien | Optional bei allen Modellen        | Optional bei allen Modellen           | Optional bei allen Modellen           | nur Z28                               |
| Motorname                                          | Buick Fireball                                | General Motors 90° V6                        | Turbo-Fire (Small Block Chevrolet) | Turbo-Fire (Small Block Chevrolet)    | Turbo-Fire (Small Block Chevrolet)    | Turbo-Fire (Small Block Chevrolet)    |
| Bremsleistung (netto SAE-PS) bei Drehzahl in min−1 | 110 SAE-HP bei 4200                           | 115 SAE-HP bei 4000                          | 120 SAE-HP bei 3600                | 155 SAE-HP bei 4000                   | 165 SAE-HP bei 4000                   | 190 SAE-HP bei 4200                   |
| max. netto Drehmoment bei min−1                    | 237 Nm (175 lbf·ft) bei 2000                  | 258 Nm (190 lbf·ft) bei 1600                 | 292 Nm (215 lbf·ft) bei 2000       | 325 Nm (240 lbf·ft) bei 1600          | 332 Nm (245 lbf·ft) bei 2400          | 380 Nm (280 lbf·ft) bei 2400          |
| Verdichtung                                        | 8,0 : 1                                       | 8,6 : 1                                      | 8,3 : 1                            | 8,6 : 1                               | 8,6 : 1                               | 8,2 : 1                               |
| Gemischaufbereitung                                | ein Fallstrom-Doppelvergaser                  | ein Fallstrom-Doppelvergaser                 | ein Fallstrom-Doppelvergaser       | ein Fallstrom-Doppel-Registervergaser | ein Fallstrom-Doppel-Registervergaser | ein Fallstrom-Doppel-Registervergaser |

### 1981
Im letzten Jahr des Camaro der zweiten Generation wurden keine tiefergreifenden Änderungen mehr vorgenommen. Bremskraftverstärker und Scheibenbremsen vorn wurden zum Standard, ebenso Halogenscheinwerfer und eine wartungsfreie Batterie.
Alle Motoren erhielten ein elektronisches Motorsteuergerät – womit die Motoren den geringsten Schadstoffausstoß in der Firmengeschichte hatten – für die Steuerung der Gemischbildung und als Motordiagnosesystem. Chevrolet gewährte eine 5-jährige Gewährleistung bis 50.000 Meilen. Der stärkste Motor leistete noch 175 SAE-HP. Es gab die Ausstattungen Sport, Berlinetta und Z28, die Rally-Sport-Version entfiel.
Die Stückzahl belief sich 1981 auf 126.139 Exemplare; 1979 – vor der zweiten Ölkrise – waren es noch 282.571 gewesen.
Im Frühjahr 1982 kam die dritte Generation des Camaro auf den Markt.

| Chevrolet Camaro                                   | 231                                           | 229                                          | 267                                | 305                                   | 305                                   | 350                                   |
| -------------------------------------------------- | --------------------------------------------- | -------------------------------------------- | ---------------------------------- | ------------------------------------- | ------------------------------------- | ------------------------------------- |
| Bestellcode                                        | LD5                                           | LC3                                          | L39                                | LG4                                   | LG4                                   | LM1                                   |
| VIN-Code                                           | A                                             | K                                            | J                                  | H                                     | H                                     | L                                     |
| Verfügbarkeit                                      | Basis-V6 in allen Modellen nur in Kalifornien | Basis-V6 in allen Modellen außer Kalifornien | Optional bei allen Modellen        | Optional bei allen Modellen           | Optional bei allen Modellen           | nur Z28                               |
| Motorname                                          | Buick Fireball                                | General Motors 90° V6                        | Turbo-Fire (Small Block Chevrolet) | Turbo-Fire (Small Block Chevrolet)    | Turbo-Fire (Small Block Chevrolet)    | Turbo-Fire (Small Block Chevrolet)    |
| Bremsleistung (netto SAE-PS) bei Drehzahl in min−1 | 110 SAE-HP bei 4200                           | 110 SAE-HP bei 3800                          | 115 SAE-HP bei 4000                | 150 SAE-HP bei 3800                   | 165 SAE-HP bei 4000                   | 175 SAE-HP bei 4000                   |
| max. netto Drehmoment bei min−1                    | 230 Nm (170 lbf·ft) bei 2000                  | 258 Nm (190 lbf·ft) bei 1600                 | 271 Nm (200 lbf·ft) bei 2400       | 325 Nm (240 lbf·ft) bei 2400          | 332 Nm (245 lbf·ft) bei 2400          | 373 Nm (275 lbf·ft) bei 2400          |
| Verdichtung                                        | 8,0 : 1                                       | 8,6 : 1                                      | 8,3 : 1                            | 8,6 : 1                               | 8,6 : 1                               | 8,2 : 1                               |
| Gemischaufbereitung                                | ein Fallstrom-Doppelvergaser                  | ein Fallstrom-Doppelvergaser                 | ein Fallstrom-Doppelvergaser       | ein Fallstrom-Doppel-Registervergaser | ein Fallstrom-Doppel-Registervergaser | ein Fallstrom-Doppel-Registervergaser |

## Preisentwicklung der 2. Generationen
Der Listenpreis bezieht sich auf die jeweils kleinste Motorisierung ohne weitere Optionen. In der hellblauen Spalte die gerundeten Preise nach Bereinigung der Inflation (mit Stand 2021) und Umrechnung zum aktuellen Wechselkurs von USD in EURO für jeweils das erste und letzte Modelljahr.
| Typ oder Option                        | ca. Preis 2025 in EUR | 1970 | 1971 | 1972 | 1973 | 1974 | 1975 | 1976 | 1977 | 1978 | 1979 | 1980 | 1981 | ca. Preis 2025 in EUR |
| -------------------------------------- | --------------------- | ---- | ---- | ---- | ---- | ---- | ---- | ---- | ---- | ---- | ---- | ---- | ---- | --------------------- |
| Basis Coupé (R6, ab ’80 V6)            | 19.200                | 2749 | 2758 | 2730 | 2781 | 2828 | 3553 | 3762 | 4113 | 4414 | 4677 | 5499 | 6780 | 20.200                |
| Basis Coupé (V8)                       | 19.800                | 2829 | 2848 | 2820 | 2872 | 3040 | 3698 | 3927 | 4223 | 4599 | 4912 | 5679 | 6830 | 20.400                |
| Type LT Coupé (R6)                     |                       |      |      |      |      |      |      |      |      | 4814 |      |      |      |                       |
| Type LT Coupé (V8)                     |                       |      |      |      | 3268 | 3380 | 4070 | 4320 | 4478 | 4999 |      |      |      |                       |
| Berlinetta Coupé (R6, ab ’80 V6)       |                       |      |      |      |      |      |      |      |      |      | 5396 | 6662 | 7576 | 22.600                |
| Berlinetta Coupé (V8)                  |                       |      |      |      |      |      |      |      |      |      | 5631 | 6442 | 7626 | 22.700                |
| Z28 Coupé                              |                       |      |      |      |      |      |      |      |      | 5604 | 6115 | 7071 | 8263 | 24.600                |
| Wichtige Optionen - RPO                |                       |      |      |      |      |      |      |      |      |      |      |      |      |                       |
| RPO Z22/Z85: Rally Sport               |                       | 168  | 179  | 118  | 118  |      | 238  | 260  | 281  | 370  | 396  | 417  |      |                       |
| RPO Z22/Z85: Rally Sport bei Type LT   |                       |      |      |      | 97   |      | 165  | 173  | 186  | 251  |      |      |      |                       |
| RPO Z27: SS-Paket mit L48              |                       | 290  | 314  | 306  |      |      |      |      |      |      |      |      |      |                       |
| RPO Z28: Performance Paket             |                       | 573  | 787  | 769  | 598  | 572  |      |      |      |      |      |      |      |                       |
| RPO Z28: Performance Paket bei Type LT |                       |      |      |      | 502  | 502  |      |      |      |      |      |      |      |                       |

Quelle: 

## Der Camaro im Film
Der Camaro wurde in allen bisherigen Teilen der Blockbuster-Reihe Transformers als Fahrzeugform für den Autobot Bumblebee prominent platziert. Im ersten Teil von 2007 wurden ein Z28 von 1977 verwendet.
Monaco Franze fährt in der gleichnamigen Serie von 1981 bis 1983 einen weißen Camaro (1976/77).
Ebenfalls in der Serie „Stranger Things“ fährt der Charakter „Billy“ einen 1979er Chevrolet Camaro.